# Dragon Motor Company
Dragon Motor Company, vorher Dragon Automobile Company, war ein US-amerikanischer Hersteller von Automobilen.

## Unternehmensgeschichte
Die Dragon Automobile Company wurde im Sommer 1906 im US-Bundesstaat Maine gegründet. Es gibt Hinweise auf die Stadt Kittery. Harold P. Knowlton war Präsident und Albert E. Knowlton Schatzmeister. Konstrukteur war Leo Melanowski, der vorher für Panhard & Levassor, Établissements Clément-Bayard, Waltham Manufacturing Company und Winton Motor Car Company tätig war. Ende 1906 begann die Produktion von Automobilen in einem Werk in Detroit in Michigan. Der Markenname lautete Dragon. Die ersten Fahrzeuge wurden im Dezember 1906 auf der New York Automobile Show präsentiert. Zu dieser Zeit leitete Frank Corlew das Unternehmen. Wenig später wurde ein ehemaliges Werk von der J. G. Brill Company in Philadelphia in Pennsylvania bezogen. Im Dezember 1907 gab das Unternehmen unter Leitung von John Kane Mills auf.
J. E. Calhoun benannte das Unternehmen zu dieser Zeit in Dragon Motor Company um. Er plante, Taxis herzustellen. Bereits im März 1908 folgte die Insolvenz.
Im April 1908 ersteigerte Gorson Auto Exchange das Werk und die Vermögenswerte. Dazu gehörten 70 fertige Fahrgestelle. Gorson vervollständigte vermutlich 50 davon zu kompletten Fahrzeugen.
Insgesamt entstanden etwa 250 Fahrzeuge, von denen zwei noch existieren.
Es gab keine Verbindung zur Dragon Motors Corporation, die Jahre später ebenfalls Autos als Dragon anboten.

## Fahrzeuge
Alle Modelle hatten Vierzylindermotoren von Herschell-Spillman.
Das Modell 24/26 HP stand von 1906 bis 1908 im Sortiment. Die Modellbezeichnung war ein Hinweis auf die Motorleistung. Das Fahrgestell hatte 264 cm Radstand. Ein fünfsitziger Tourenwagen war der einzige Aufbau, der während der gesamten Bauzeit erhältlich war. Außerdem gab es von 1906 bis 1907 einen zweisitzigen Runabout und 1908 ein fünfsitziges Town Car.
Der 35 HP ergänzte 1908 das Angebot. Sein Motor leistete 35 PS. Der Radstand betrug 244 cm. Die Fahrzeuge waren als Roadster mit zwei Sitzen karosseriert.

## Modellübersicht
| Jahr      | Modell   | Zylinder | Leistung (PS) | Radstand (cm) | Aufbau                                  |
| --------- | -------- | -------- | ------------- | ------------- | --------------------------------------- |
| 1906–1907 | 24/26 HP | 4        | 24/26         | 264           | Tourenwagen 5-sitzig, Runabout 2-sitzig |
| 1908      | 24/26 HP | 4        | 24/26         | 264           | Tourenwagen 5-sitzig, Town Car 5-sitzig |
| 1908      | 35 HP    | 4        | 35            | 244           | Roadster 2-sitzig                       |